# Leucauge bengalensis
Leucauge bengalensis là một loài nhện trong họ Tetragnathidae.
Loài này thuộc chi Leucauge. Leucauge bengalensis được miêu tả năm 1921 bởi Gravely.